# Isabelia virginalis
Isabelia virginalis är en orkidéart som beskrevs av João Barbosa Rodrigues. Isabelia virginalis ingår i släktet Isabelia och familjen orkidéer. Inga underarter finns listade i Catalogue of Life.

## Bildgalleri

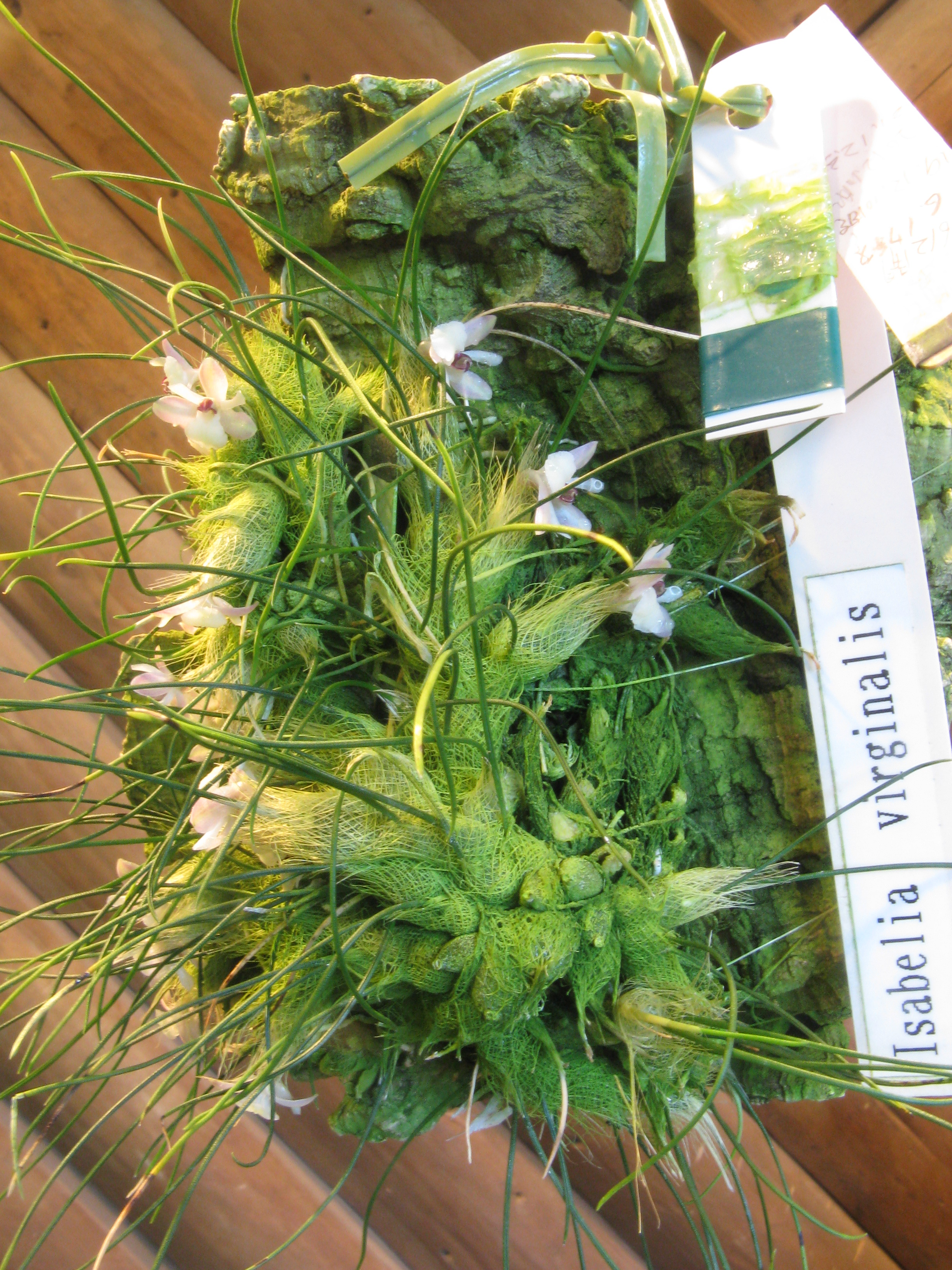
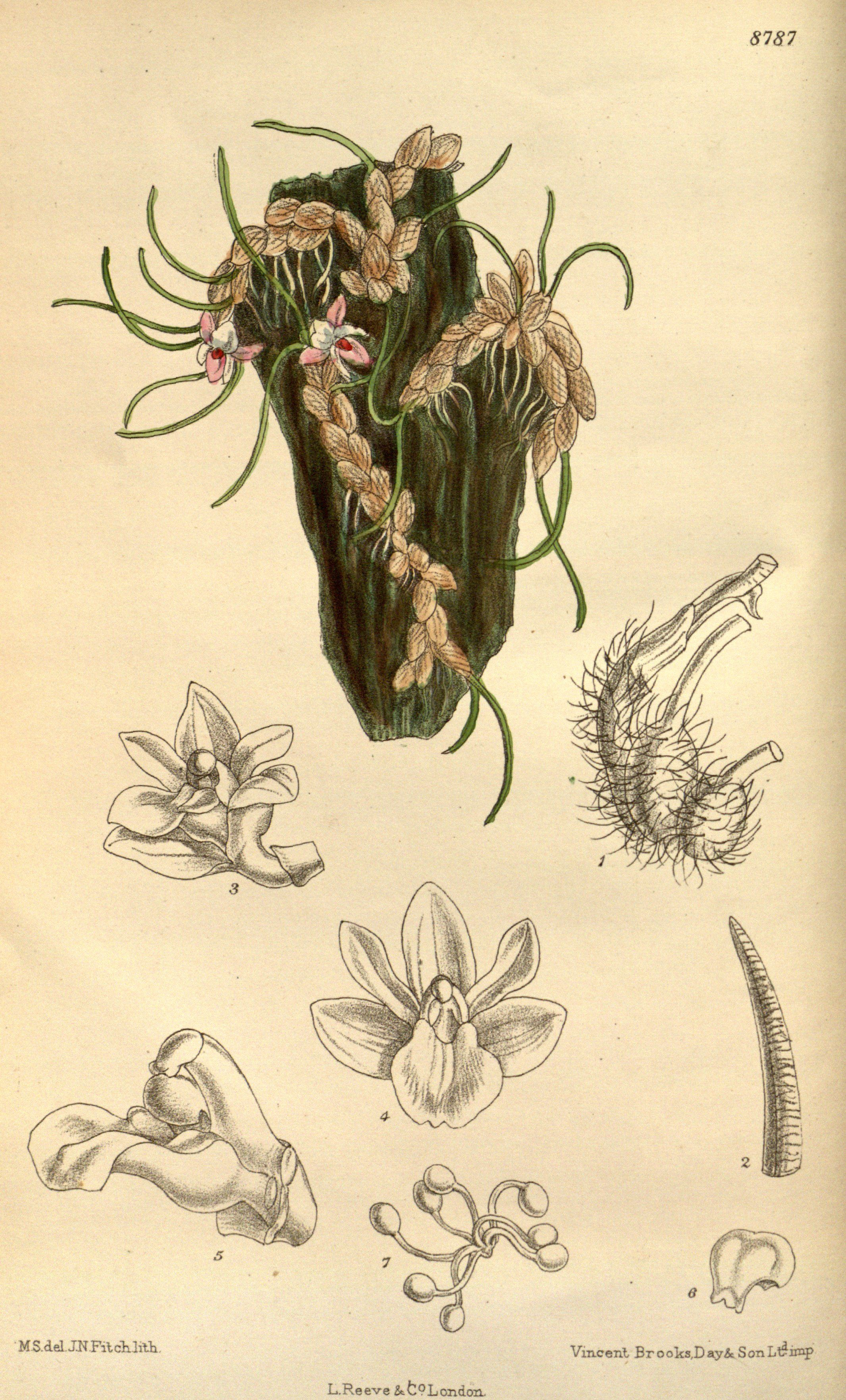
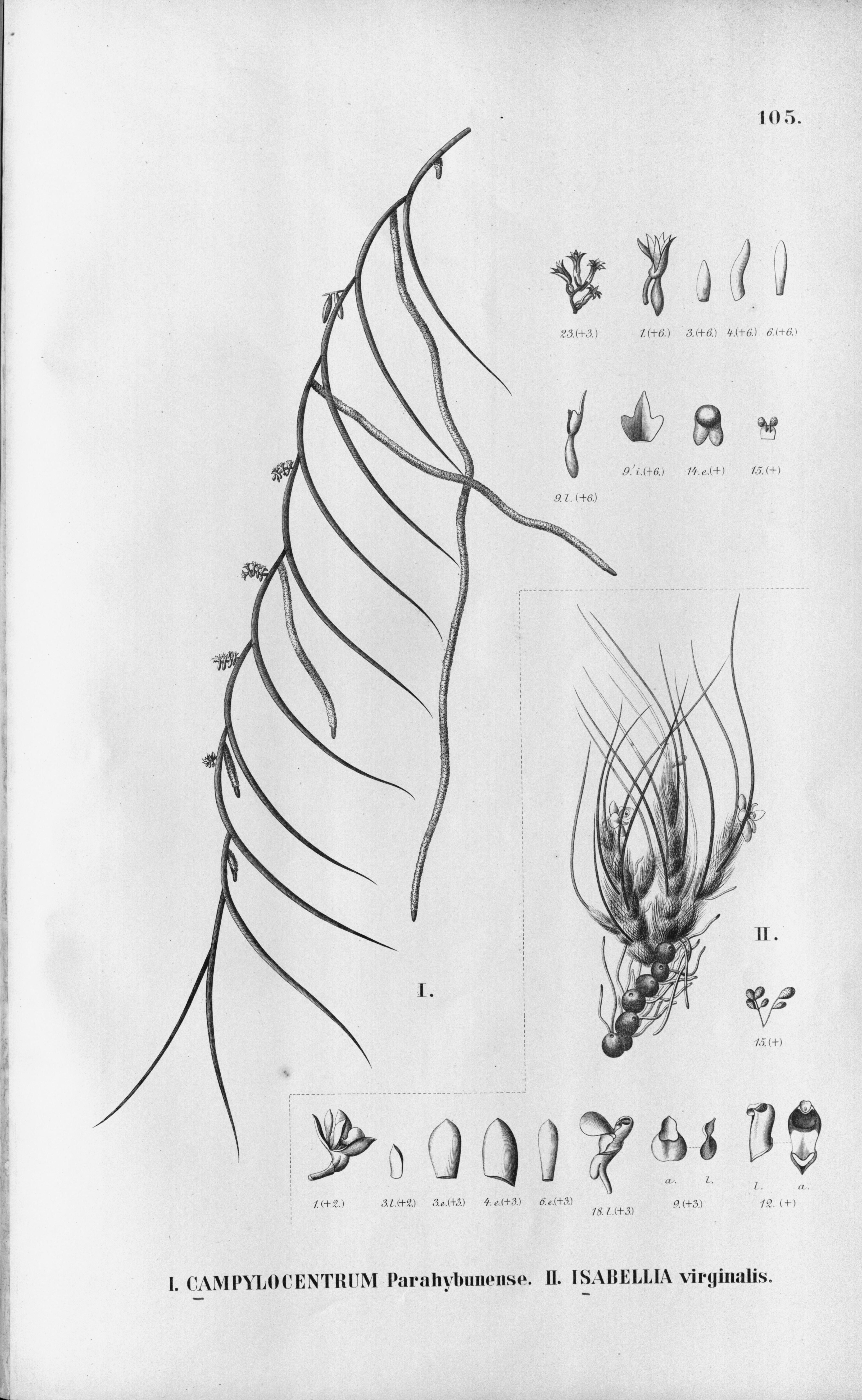